# Summicron

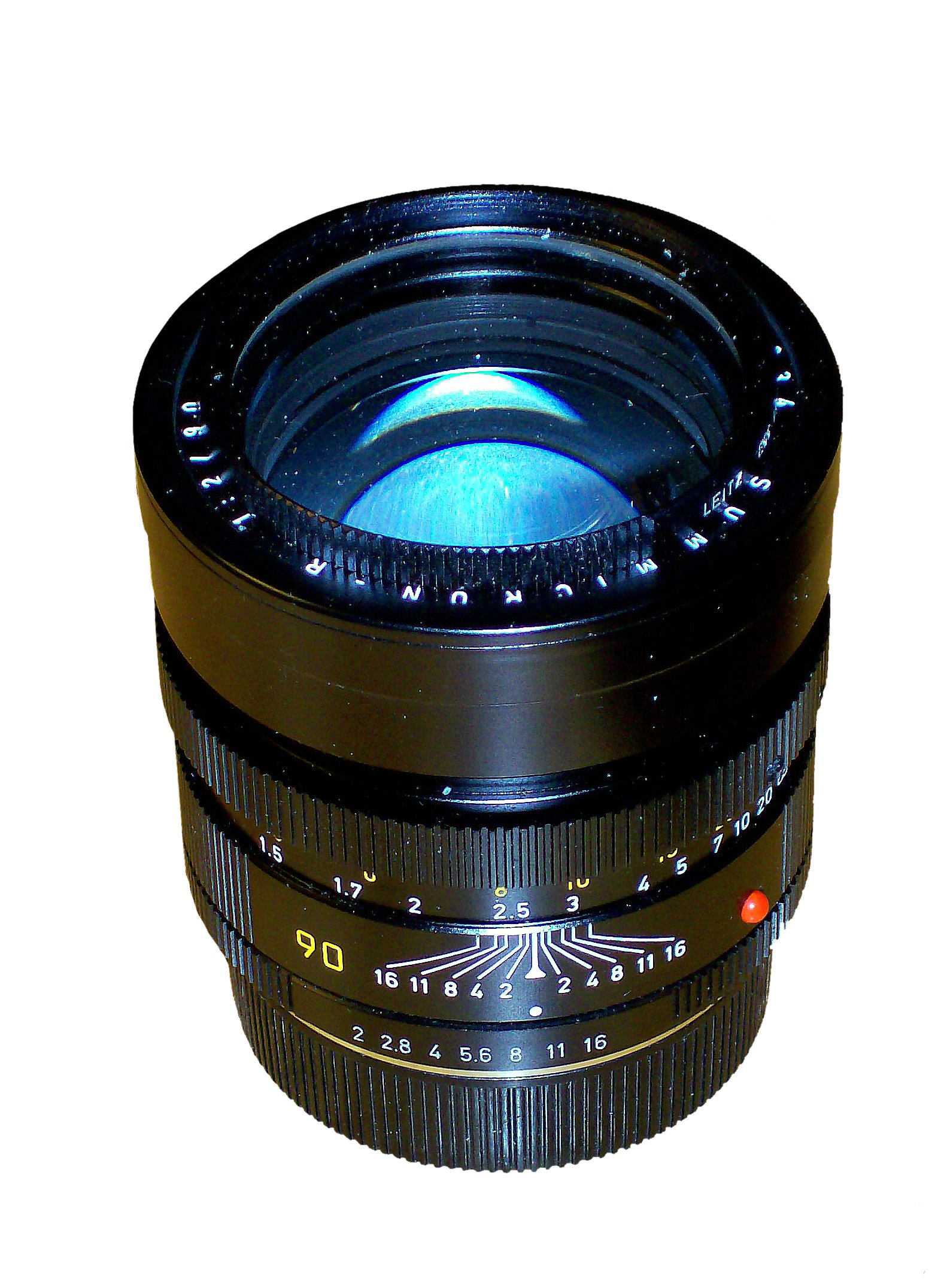
Summicron 2.0/90 mm

Summicron („äußerste Zeit“ vom lateinischen summus „äußerst“ und vom altgriechischen kronos „Zeit“) ist der Name einer Reihe von verschiedenen Foto-Objektiven der Firma Leica Camera AG beziehungsweise vormals Ernst Leitz Wetzlar für das 35-mm-Format mit großen Öffnungsweiten, die entsprechend kurze Belichtungszeiten erlauben.
Historisch war es der Nachfolger des 1936 präsentierten Summitar, das wiederum das 1933er Summar abgelöst hatte. Alle drei Objektive teilten die Lichtstärke (2,0), Brennweite (50 mm) und den Bildwinkel (45°). Die Minimalblende beträgt f/16, die Nahgrenze 70 Zentimeter. Die Linsen sind in schwarzer oder Chrom-Ausführung erhältlich.
1950 gab das Werk erstmals mehrere Prototypen des neuen Objektivs noch unter dem Namen „Summitar“ an einige ausgewählte Fotografen zur Erprobung. Sie gingen weitgehend unverändert in die Produktion, erstmals käuflich zu erwerben war das Summicron 1953. Der qualitative Sprung zu den Vorgängern war vor allem auf die Verwendung damals neuartigen Lanthankronglases zurückzuführen (LaK9). Ursprünglich war es siebenlinsig, 1969 wurde es auf sechs Linsen reduziert.
Bereits 1958 brachten die Leitzwerke ein weiteres Objektiv unter dem Namen „Summicron“ auf den Markt mit einer Brennweite von 35 mm. Seither ist die Bezeichnung Summicron der Begriff für Objektive mit der Anfangsblendenzahl von 2,0. Die Reihe ist seither ausgebaut worden. Da Summicron-Objektive für das Kamera-System M (Messsucher), S und T sowie für die inzwischen eingestellte Baureihe R (Spiegelreflex) angeboten wurden, sind für diese teils unterschiedliche Brennweiten erhältlich. Für die M-Baureihe gibt es als Summicron-Typen die Brennweiten 28, 35, 50, 75 und 90 mm, für die S-Baureihe eine Brennweite 100 mm und für die T-Baureihe eine Brennweite 23 mm. Für die 2009 eingestellte R-Baureihe existieren die Brennweiten 35, 50, 90 und 180 mm. Alle sind Wechselobjektive und Festbrennweiten. Unter dem Namen Vario-Summicron finden fest verbaute Zoomobjektive Verwendung in verschiedenen Digital-Kompaktkameras (Digilux 1, Digilux 2, Leica C). Die Objektive, die apochromatisch korrigiert sind, enthalten in der Produktbezeichnung den vorangestellten Zusatz "APO-".
Noch lichtstärkere Objektive der Marke Leica werden unter den Bezeichnungen Noctilux, Nocticron und Summilux vertrieben. Leica-Objektive mit Offenblende f/2,8 haben die Bezeichnung Elmarit.

## Nachweise
1. 1 2  H.-M. Brandt (1956) Das Photo-Objektiv. Aufbau und Wirkungsweise der wichtigsten Markenobjektive der Weltproduktion. Vieweg+Teubner Verlag, Braunschweig. S. 76. doi:10.1007/978-3-663-20188-5
2. ↑  H.-M. Brandt (1956) Das Photo-Objektiv. Aufbau und Wirkungsweise der wichtigsten Markenobjektive der Weltproduktion. Vieweg+Teubner Verlag, Braunschweig. S. 151
3. 1 2 3  Jonathan Eastland: Leica M Compendium: Handbook of the Leica-M System, 1994, ISBN 1897802056, S. 58–59
4. ↑  Jonathan Eastland: Leica M Compendium: Handbook of the Leica-M System, 1994, ISBN 1897802056, S. 51